# Cmentarz prawosławny w Modryniu-Kolonii
Cmentarz prawosławny w Modryniu-Kolonii – unicki, a następnie prawosławny cmentarz w Modryniu-Kolonii, założony prawdopodobnie w połowie XIX w. i użytkowany do wysiedlenia prawosławnej ludności ukraińskiej z ziemi hrubieszowskiej.

## Historia i opis
W Modryniu od XV w. istniała świątynia prawosławna, po 1596 przemianowana na unicką, zaś wskutek likwidacji unickiej diecezji chełmskiej ponownie włączona do Cerkwi prawosławnej. Cmentarz parafialny funkcjonował do połowy XIX w. prawdopodobnie w sąsiedztwie świątyni, następnie obok cerkwi dokonywano już tylko pochówków osób szczególnie zasłużonych dla parafii. Wtedy też wytyczono teren pod nowy cmentarz na pograniczu miejscowości Modryniec Zachodni i Modryń-Kolonia. 
Najstarszy nagrobek na cmentarzu datowany jest na rok 1883, ostatnich pochówków natomiast dokonano podczas II wojny światowej. Cmentarz rozmieszczony jest na planie trapezu, bez podziału na kwatery. Na cmentarzu zachowało się ok. dwudziestu nagrobków, w tym trzy XIX-wieczne, znajdują się na nim również krzyże drewniane. Nagrobki kamienne mają formę poziomych płyt, obelisków, krzyży na postumentach, na jednym nagrobku znajduje się figura anioła. Na cmentarzu rośnie ponad 20 drzew liściastych (robinie, jesiony, kasztanowce, topole) oraz zarośla bzu czarnego. Nekropolia została uporządkowana w 2011 przez wolontariuszy z Łucka. Na początku XXI w. na cmentarzu wzniesiono pomnik upamiętniający ukraińskich mieszkańców Modrynia.

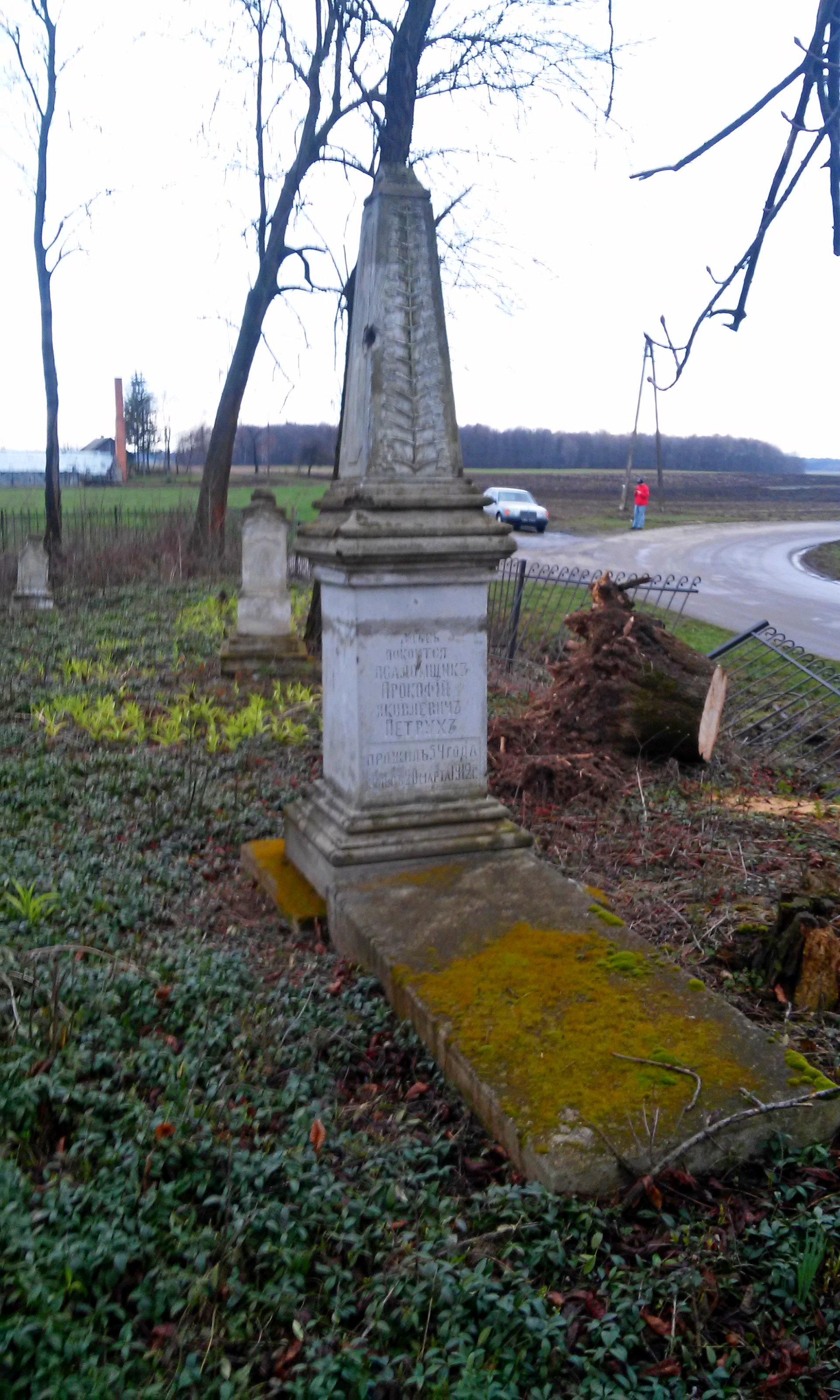
Obelisk na grobie cerkiewnego psalmisty, 1912
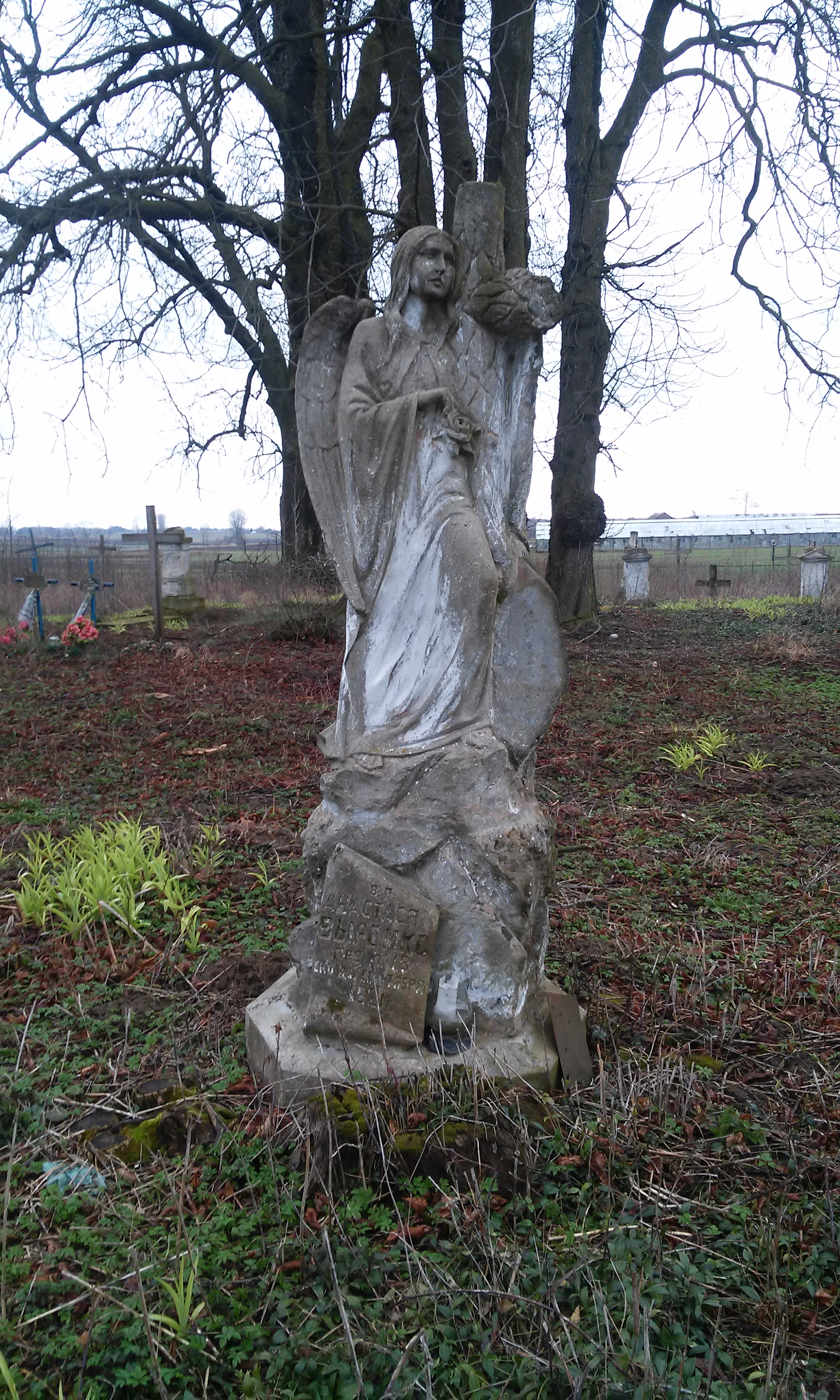
Grób Anastasii Byrenko z figurą anioła, 1921
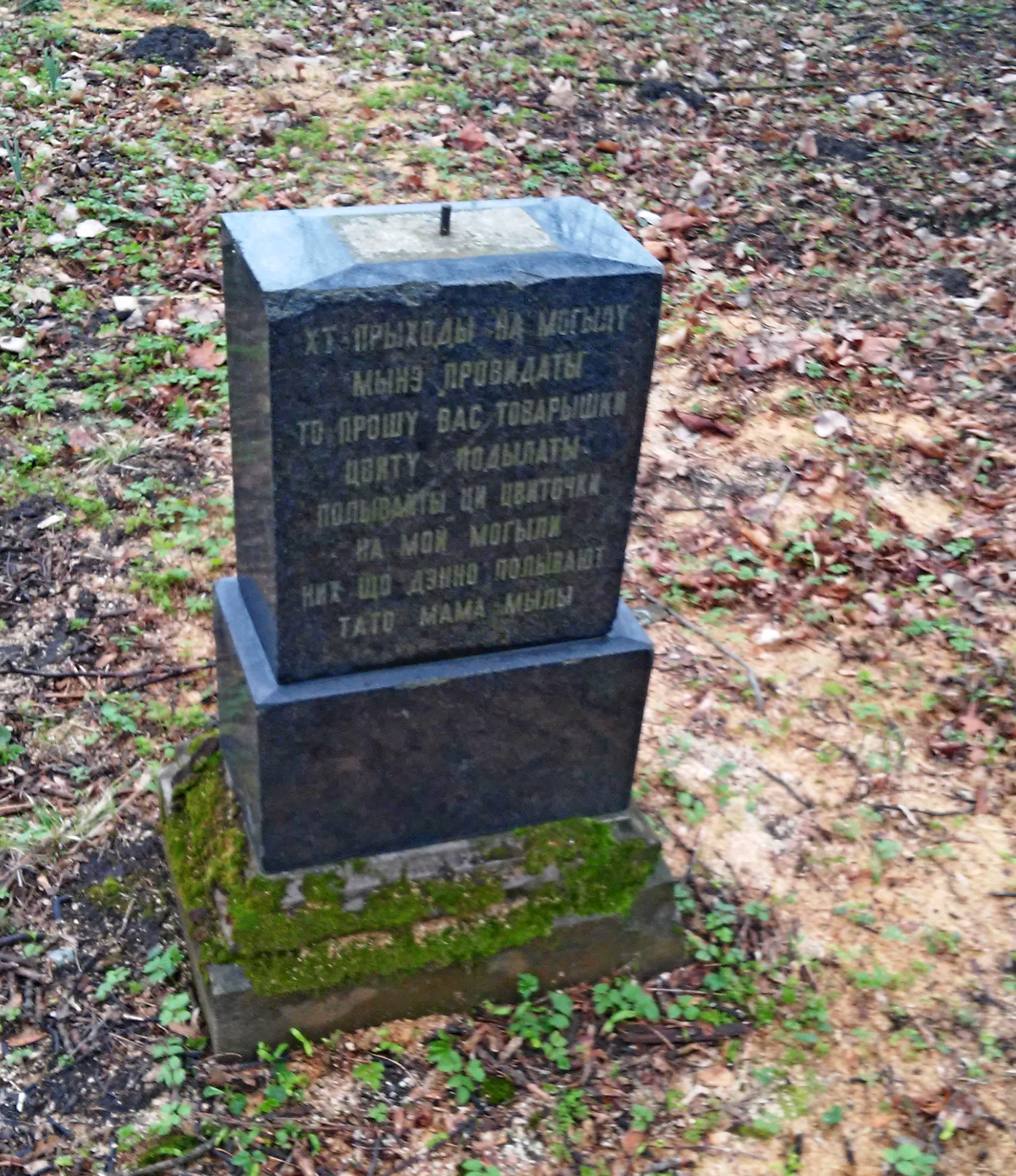
Uszkodzony nagrobek rodzinny Nowosadów z inskrypcją w lokalnym dialekcie ukraińskim, 1937
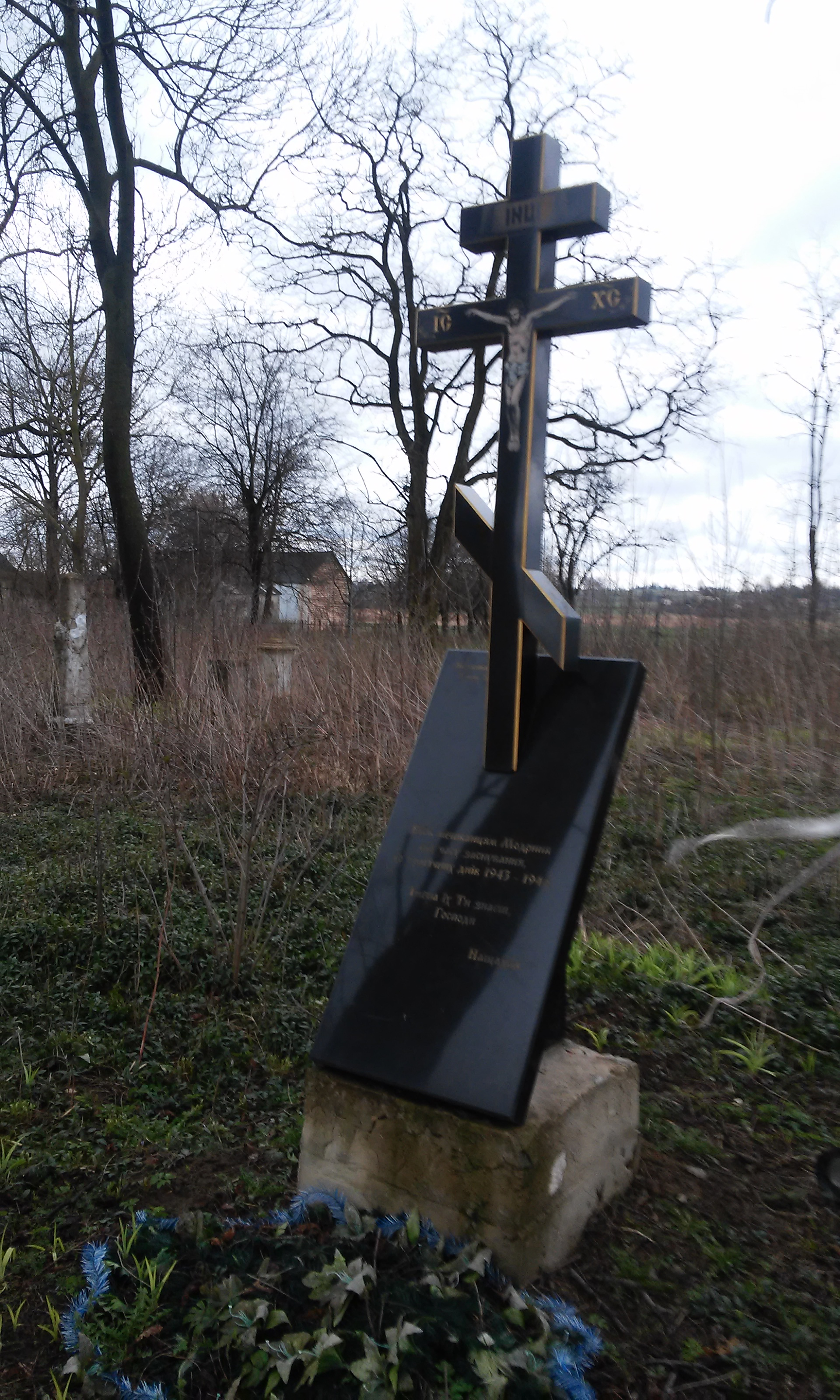
Pomnik mieszkańców Modrynia